# أدريان برنابي
أدريان برنابي غارسيا (بالإسبانية: Adrián Bernabé)‏ (من مواليد 26 مايو 2001) هو لاعب وسط كرة قدم إسباني يلعب حالياً في مانشستر سيتي.

## روابط خارجية
- أدريان برنابي على موقع قاعدة بيانات كرة القدم.إي يو (الإنجليزية)
- أدريان برنابي على موقع Soccerway.com (الإنجليزية)
- أدريان برنابي على موقع عالم كرة القدم.نت (الإنجليزية)